# بوزان دوا
كان بوزان (بديل. بوزون) خان خانية جغتاي من 1333 إلى 1334 (أو من 1334 إلى 1335).وهو ابن دوا تيمور.
بعد وفاة عمه تارماشيرين، تولى بوزان السيطرة على الخانات. وصفته المصادر بأنه مسلم، على الرغم من أنه فضل على ما يبدو قانون الياسا المغولي التقليدي. بعد فترة قصيرة فقط من خانيته، أطاح به ابن عمه جانغشي.